# Chlothsind Franská
Chlothsinda Franská také Chlothsind, Chlodosinda, Chlodosind, Chlodoswintha či Chlodosuinth (6. století? – 567?) byla franská princezna a langobardská královna, první manželka krále Alboina. 
Jejím otcem byl franský král Chlothar I., matkou královna Ingunda. Langobardskou královnou se stala ještě v době, kdy byli Langobardi ještě usazení v Panonii. Podle záznamů Paula Diacona měla s Alboinem jednu dceru, Albsuindu. Toto manželství zmínil i Řehoř z Tours a také Origo Gentis Langobardorum.
Biskup Nicetius z Trevíru napsal Chlothsindě dopis, který ji poslal s vracejícími se langobardskými vyslanci. Datum sepsání dopisu je nejasná, ale obvykle se datuje do doby před rokem 568, pravděpodobně mezi roky 561 a 567. Nicetius v dopise vyjádřil naději v to, že svého manžela přiměje konvertovat ke katolicismu a nikoliv k ariánismu, stejně jako učinila její babička Chrodechilda, když pomohla krále Chlodvíka I., obrátit ke katolickému vyznání.
Chlothsinda zemřela nedlouho poté, co se Langobardi v roce 568 usadili v Itálii. Po její smrti se Alboin oženil s Rosamundou.